# Савицкас, Лукас
Лукас Савицкас (лит. Lukas Savickas; род. 12 апреля 1990, Вильнюс) — литовский политический и государственный деятель, министр экономики и инноваций (с 2024).

## Биография
Родился 12 апреля 1990 года в Вильнюсе, Литва.
В 2011 году окончил Йоркский университет, где получил степень бакалавра искусств в области политики и международных отношений, а позже получил степень магистра в области европейских общественных отношений в Маастрихтском университете.
После окончания обучения он проходил стажировку в постоянном представительстве Литвы при Европейском союзе в рамках программы «Create for Lithuania», направленной на привлечение молодых специалистов в государственный сектор. В 2016 году он был назначен советником премьер-министра Саулюса Сквернялиса по вопросам экономической стратегии и реформах государственного управления, пробыв на этом посту до 2020 года.
На парламентских выборах 2020 года Савицкас был избран в Сейм, где стал членом комитета по экономическим вопросам. В 2022 году он присоединился к партии Демократический союз «Во имя Литвы», в качестве кандидата от которой был переизбран в 2024 году.
12 декабря 2024 года он получил портфель министра экономики и инноваций при формировании правительства Гинтаутаса Палуцкаса. После отставки кабинета министров 4 августа 2025 года стал исполнять обязанности главы ведомства до назначения нового правительства.

## Личная жизнь
Савицкас женат на Дайве Савицкене, у них есть две дочери — Аделе и Смилте. Кроме того, он свободно говорит на английском и французском.